# Челле-Эномондо
Челле-Эномондо (итал. Celle Enomondo, пьем. Selle) — коммуна в Италии, располагается в регионе Пьемонт, в провинции Асти.
Население составляет 468 человек (2008 г.), плотность населения составляет 85 чел./км². Занимает площадь 6 км². Почтовый индекс — 14010. Телефонный код — 0141.
Покровителем населённого пункта считается святой Рох.

## Администрация коммуны
- Официальный сайт: